# (5894) Telč
(5894) Telč es un asteroide perteneciente al cinturón de asteroides, región del sistema solar que se encuentra entre las órbitas de Marte y Júpiter, descubierto el 14 de septiembre de 1982 por Antonín Mrkos desde el Observatorio Kleť, České Budějovice, República Checa.

## Designación y nombre
Designado provisionalmente como 1982 RM1. Fue nombrado Telč en homenaje a Telč, una pequeña ciudad en la frontera del sur de Bohemia y Moravia, que fue fundada en el siglo XII. El centro histórico de Telč figura en la lista de sitios culturales y naturales del Patrimonio Mundial de la UNESCO desde 1992.

## Características orbitales
Telč está situado a una distancia media del Sol de 2,189 ua, pudiendo alejarse hasta 2,395 ua y acercarse hasta 1,982 ua. Su excentricidad es 0,094 y la inclinación orbital 5,171 grados. Emplea 1183,12 días en completar una órbita alrededor del Sol.

## Características físicas
La magnitud absoluta de Telč es 13,3. Tiene 5,866 km de diámetro y su albedo se estima en 0,204. 